# Кигома
Кигома (свах. Kigoma) је главни град региона Кигома у Танзанији. Налази се на западу Танзаније и има 131.792 становника (попис 2002). Кигома је лука на источној обали језера Тангањика и највећи је град на танзанијском делу обале тог језера. Централна пруга повезује Кигомоу и Мванзу са Дар ес Саламом.